# Радио „Горянин“
Радио „Горянин“ е свързана с Горянското движение радиостанция, действала между есента на 1949 и ноември 1962 година.
Първоначално тя излъчва от преносими предаватели, пренасяни от горянски чети в страната, а по-късно от американска база в Кифисия. Радиото излъчва няколко емисии на български език всеки ден в определени часове, съдържащи критики към тоталитарния комунистически режим в страната и призиви за съпротива срещу него. То е използвано също за предаване на шифровани съобщения за горянски групи в страната.